# Маск, Джастин
Джастин Маск (англ. Justine Musk; в девичестве — Дженнифер Джастин Уилсон (англ. Jennifer Justine Wilson); род. 2 сентября 1972) — канадская писательница и первая жена Илона Маска.

## Биография
Джастин Уилсон родилась в Питерборо, Онтарио, Канада, и провела там большую часть своей ранней жизни. Джастин воспитывалась в христианских традициях. Её отец — бизнесмен, а мать — домохозяйка. Она училась в Королевском университете в Кингстоне и получила образование в области английской литературы. Затем она переехала в Японию, где преподавала английский язык. Какое-то время жила в Австралии, прежде чем окончательно поселилась в Калифорнии.

## Литературная деятельность
Маск является автором современных романов в жанре фэнтези. Она опубликовала свой первый роман BloodAngel в 2005 году в издательстве Penguin Books. Её вторая книга, «Uninvited» (рус. «Неприглашённые»), вышла в 2007 году. Она рассказывает историю Келли Руланд, девушки, чей мир распадается на части после автомобильной катастрофы. Продолжение романа BloodAngel — Lord of Bones — было выпущено в 2008 году. Маск была одной из первых писательниц, использовавших социальный интернет-сервис Pinterest для планирования романа.
В интервью 2007 года она назвала Маргарет Этвуд, Джойс Кэрол Оутс, Пола Теру, Джорджа Р. Р. Мартина, Гая Гавриэля Кея и Нила Геймана как авторов, которые повлияли на её творчество. Она также описывала свои книги как художественную литературу, в которой используется смешение различных жанров.

## Личная жизнь
В январе 2000 года Джастин Уилсон вышла замуж за Илона Маска, который позже во время их брака стал генеральным директором Tesla и основателем SpaceX. Джастин и Илон познакомились во время учёбы в Королевском университете в Кингстоне. В 2002 году у пары родился первый сын, Невада. Внезапно он умер во сне от синдрома внезапной детской смерти в возрасте 10 недель.
В результате экстракорпорального оплодотворения она родила в 2004 году мальчиков-близнецов, Гриффина и Ксавьера (впоследствии — транс-женщина Вивиан Уилсон), а в 2006 году — тройню Дамиана, Саксона и Кая.
13 сентября 2008 года Джастин объявила о разводе с Илоном Маском. Джастин и Илон разделяют опеку над своими детьми. Позже она написала для журнала Marie Claire статью под названием «Я была женой-стартёром», в которой подробно рассказывала о том, как, по её мнению, брак был нездоровым, в том числе о том, что «Илон часто принижал её, отговаривал её делать карьеру и заставлял перекрашиваться в блондинку». В 2010 году она заявила, что является «образцовой бывшей женой», и находится в хороших отношениях с тогдашней второй женой Илона Талулой Райли.